# ジェームズ・ブレイク (バス運転士)
ジェームズ・フレッド・ブレイク（James Fred Blake、1912年4月14日 - 2002年3月21日）は、モンゴメリー・バス・ボイコット事件の起因となった1955年のローザ・パークスの拒否の際に、バス運転手を務めていた人物である。

## 生い立ち
1912年4月14日生まれ。1943年12月23日にアラバマ州アニストンのFort McClellanで陸軍に徴兵された。高校へ1年間通ったのちに結婚し、おかかえ運転手やトラック運転手、トラクターの運転手の経験もあった。第二次世界大戦の間およびその後5年間、ヨーロッパ戦線に従軍した。
事件の後もモンゴメリー・シティ・バス・ラインのバス運転手として1974年まで勤務した。
退職後はMorningview Baptist Churchの会員となった。

## ローザ・パークス

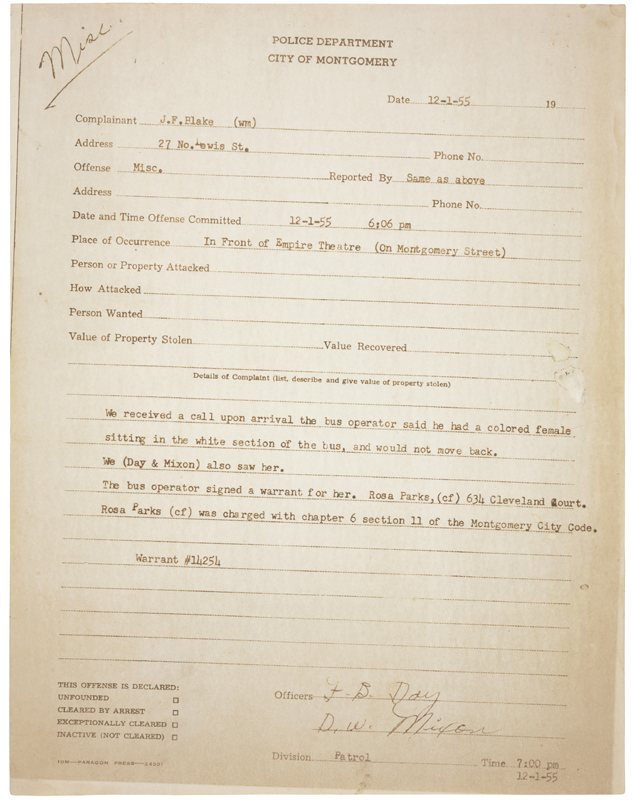
パークスの逮捕報告の1ページ目。ブレイクは原告および令状発行人として名前が書かれている。

1955年、モンゴメリーの黒人指導者が市内のバスシステムにおける人種差別に対する訴訟の準備をしていた。パークスは分離を支持するジム・クロウ法に挑む中心人物として選ばれていた。
何年も前の1943年にパークスはブレイクが運転するバスに乗車していた。パークスはそのバスのフロントドアから入り、運賃を支払った。その後席に座り続けていると、ブレイクはいくらかのドライバーが規則として課していたように、彼女にバスから降りバックドアから再びバスに乗るように言った。彼女は降りて次のバスを待ち、ブレイクのバスには2度と乗らないと誓った（その12年後に誰が運転しているか確認するのを忘れてしまった）。
ブレイクとパークスは1955年12月1日に再び出会う。ブレイクはパークスと他の3人の黒人に自身の運転するクリーヴランド・アベニュー・バス（ナンバー2857）の後ろに移動し、白人の乗客のためにスペースを空けるように命じた。パークスの説明によるとブレイクは"Y'all better make it light on yourselves and let me have those seats."と言った。彼女が拒否するとブレイクは最初バス会社に連絡し上司に電話をかけた。
ブレイクはWashington Postの後のインタビューでこのときのことを思い出し次のように言っている。
「することになっていたように最初に会社に電話をした。上司へつながると『彼女に注意したか、ジム？』と言われたので『注意した』と答えた。すると彼は次のように言った。これは今でもその場にいるかのように覚えている。『じゃあジム、それをしろ。力を行使し彼女を降ろせ。聞こえてるか？』そしてそれを私は実行した」。
パークスは逮捕された後、10ドルの罰金と4ドルの裁判費用を科された。後にブレイクは警察に連絡し、逮捕令状に署名している（シティコードSection 11のChapter 6では座席の人種的割り当ての警察権をドライバーに与えた）。この逮捕はモンゴメリー・バス・ボイコット事件を引き起こし、1956年の裁判Browder v. Gayleにつながった。この裁判をもとに米国地方裁判所はアラバマ州モンゴメリーが位置する管轄区域の交通輸送における分離を廃止した。
その後この出来事についてコメントし次のように発言している。
「私は自分の仕事をする以外はパークスに何もしようとはしていなかった。彼女はシティコードに違反していた。それゆえ私は何をすることになっていたのか？そのひどいバスはいっぱいで彼女は譲ろうとしなかった。私は命令した。私には警察の権限があり、これは市のドライバーは誰でもこうであった。だからバスがいっぱいで白人が乗り、彼女がその席に座っていたので彼女へ譲るように言ったが彼女はそうしようとしなかった」

## 死
そのバス会社でその後19年働き続けた（モンゴメリー・シティラインは1974年にモンゴメリー・エリア・トランジット・システムになった）。2002年にモンゴメリーの自宅で心臓発作により死去した。あと1か月弱で90歳の誕生日であった。妻と68年間連れ添った。
この死にパークスは "I'm sure his family will miss him"とコメントしている。
牧師のKem Holleyは彼の死にこうコメントした「ブレイク氏は優しく親切な男であり、常に笑顔でみなを愛していた。私は多くの人が[パークの逮捕]で大げさにしていることを知っているが、ブレイク氏は時が経つにつれ成長し、みなを愛していた」。